# Ilha da Liberdade
A Ilha da Liberdade (em inglês: Liberty Island) é uma pequena e desabitada ilha na Baía Superior de Nova Iorque, Estados Unidos, mais conhecida por abrigar a Estátua da Liberdade. Durante muito tempo chamada Ilha de Bedloe (Bedloe Island), a localidade foi rebatizada pelo Congresso dos Estados Unidos em 1956. Décadas antes, em 1937, toda a ilha foi oficializada parte do Monumento Nacional da Estátua da Liberdade. Em 1966, a ilha foi incluída no Registro Nacional de Lugares Históricos, juntamente com a vizinha Ilha Ellis.
A Ilha da Liberdade é administrada diretamente pelo Governo Federal dos Estados Unidos. A ilha abriga a Estátua da Liberdade desde o início do século XX sobre as fundações do antigo Forte Wood. Apesar de localizada a apenas 600 metros do Liberty State Park, de Nova Jérsei, a ilha é considerada parte do borough nova-iorquino de Manhattan.

## Geografia e acesso
Segundo dados do Departamento do Censo dos Estados Unidos, a ilha possui área de 59 558 m² (o equivalente a 14 717 acres), pertencente ao Governo Federal. Um acordo entre os governos estaduais de Nova Iorque e Nova Jérsei estipula que o primeiro possui controle logístico sobre a ilha, enquanto as rendas obtidas com turismo são destinadas ao segundo. A Ilha da Liberdade está situada na Baía Superior de Nova Iorque, rodeada pelas águas de Jersey City, no Condado de Hudson. No entanto, esta é uma das ilhas que integram o borough de Manhattan, em Nova Iorque. Os desenvolvimentos históricos que levaram à sua construção ocasionaram a raridade de um exclave de um estado - Nova Iorque - situado em outro - Nova Jérsei.
A ilha é administrada pelo Serviço Nacional de Parques, sendo desde 11 de setembro de 2001 protegida por forte esquema de patrulhas da Unidade de Patrulha Marítima dos Estados Unidos. A Ilha da Liberdade está situada a 610 m a leste do Liberty State Park, em Jersey City, e 2,6 km a sudoeste do Battery Park, em Lower Manhattan. O acesso público à ilha é permitido somente através de balsas com escalas na Ilha Ellis.

## História

### Museu
Em 7 de outubro de 2016, iniciou-se a construção de um novo museu na Ilha da Liberdade. A nova instalação de 2 400 m² e custo de 70 milhões de dólares será capaz de abrigar todos os visitantes da ilha após sua inauguração, prevista para 2019. Em contrapartida, o atual museu comporta apenas 20% do número de visitantes diários. O museu abrigará itens históricos relativos à Estátua da Liberdade, como a tocha original, além de um auditório onde visitantes poderão apreciar imagens aéreas do monumento. Projetado pela firma FXFOWLE Architects, o museu é resultado de financiamento privado de Diane von Fürstenberg, Michael Bloomberg, Jeff Bezos, Laurence Tisch e George Lucas e das companhias Coca-Cola e NBCUniversal.